# 西宮開運
西宮開運株式会社（にしのみやかいうん）は、かつて兵庫県武庫郡西宮町（現西宮市）に存在した企業。

## 概要
1906年（明治39年）3月設立。営業の目的は「運送」。資本金は5万円。

## 役員

### 『日本全国諸会社役員録 明治40年』
- 専務取締役・八馬永蔵[1]（初代八馬兼介の養子）[4]
- 取締役・辰馬保蔵、伊藤米蔵[1]
- 監査役・森本甚兵衛[1]

### 『日本全国諸会社役員録 明治42年』
- 専務取締役・八馬永蔵[3]
- 取締役・飯田壽作、伊藤米蔵[3]
- 監査役・森本甚兵衛[3]

### 『日本全国諸会社役員録 明治43年』
- 社長・八馬永蔵[2]
- 取締役・飯田壽作、伊藤米蔵[2]
- 監査役・森本甚兵衛[2]